# Dowa Dédomè
Dowa Dédomè est un quartier du 5e arrondissements de la commune de Porto-Novo localisé dans le département de l'Ouémé au sud-Est du Bénin.

## Histoire et Toponymie

### Histoire
Dowa Dédomè devient officiellement un quartier de l'arrondissement de Porto-Novo le 06 mars 2015 à suite de la loi n° 2015-O1 du 06 mars 2015 modifiant et complétant la loi n° 2013-05 du 27 mai 2013 portant création, organisation, attributions et fonctionnement des unités administratives locales en République du Bénin.

## Géographie
Dowa Dédomè est situé dans le 5e arrondissement à l'ouest de la commune de Porto-Novo, capitale de la république du Bénin

### Administration
Dowa Dédomè est une subdivision administrative du Bénin. Il fait partie des 15 villages et quartiers de ville que compte le 5e arrondissement de Porto-Novo.